# Boxbüchen
Boxbüchen ist eine Hofschaft von Wipperfürth im Oberbergischen Kreis im Regierungsbezirk Köln in Nordrhein-Westfalen (Deutschland).

## Lage und Beschreibung
Die Hofschaft liegt im Osten von Wipperfürth in einem Seitental des Ibachs. Nachbarorte sind Ibach, Böswipper, Haufe, Dievesherweg, Im Hagen, Wasserfuhr, Dörpinghausen und Dahl. Der Boxbücher Bach und die Boxbücher Delle entspringen im Bereich der Hofschaft und münden in den Ibach.
Politisch wird der Ort durch den Direktkandidaten des Wahlbezirks 13 (130) Ohl und Klaswipper im Rat der Stadt Wipperfürth vertreten.

## Geschichte
Circa 1494 ist in einer Liste von Gütern Wipperfürther Bürger von einem „Rueterß gudt, datt hefft der Boick“ die Rede. Die Schreibweise der Erstnennung lautet „Rueterß gudt des Boick“. Die Karte Topographia Ducatus Montani aus dem Jahre 1715 zeigt unter dem Namen „Büchen“ vier einzelne Höfe. Die Topographische Aufnahme der Rheinlande von 1825 bezeichnet die Hofschaft mit „Büchen“ und zeigt drei einzelne Gebäudegrundrisse. In der Preußischen Uraufnahme von 1840 bis 1844 wird der Name „Buchs-Boiken“ verwendet. Ab der amtlichen topografischen Karte (Preußische Neuaufnahme) der Jahre 1894 bis 1896 wird der heute gebräuchliche Name Boxbüchen verwendet.

## Busverbindungen
Über die an der Bundesstraße B237 gelegenen Bushaltestellen „Böswipper“ und „Friedhof“ der Linie 336 (VRS/OVAG) ist Boxbüchen an den öffentlichen Personennahverkehr angebunden.

## Wanderwege
Der vom SGV ausgeschilderte Rundwanderweg A3 führt in einer Entfernung von 160 m nördlich an Boxbüchen vorbei.